# Krämershof
Krämershof ist ein Gemeindeteil des Marktes Heidenheim im Landkreis Weißenburg-Gunzenhausen (Mittelfranken, Bayern). Krämershof liegt in der Gemarkung Heidenheim.

## Lage
Der Weiler liegt in der Fränkischen Alb im Rohrachtal nordwestlich von Heidenheim und westlich der Staatsstraße 2218.

## Geschichte
Die Ansiedlung „Krämershof“ gehört zu einem Gebiet, das spätestens seit dem 11. Jahrhundert „Kyrsenloch/Kirschenloh“ (Wald, in dem Wildkirschenbäume standen) hieß und aus mehreren Einzelgehöften des Klosters Heidenheim bestand (1535: vier Höfe; 1732: Krämershof, Kohlhof, Gärtnershof, Kirschenmühle und Obelshof). 1588 ist der Krämershof erstmals genannt. Er ist 1616 dem Klosteramt Heidenheim vogt- und gültbar. Infolge des Dreißigjährigen Krieges lag er 1650 öde, Gebäude standen aber in Resten noch. Danach wurde er wieder aufgebaut und unterstand dem brandenburgischen Klosteramt Heidenheim, später dem Verwalteramt Heidenheim. Die hohe Fraisch über die Einöde hatte das markgräfliche Oberamt Hohentrüdingen inne. Kirchlich war der Hof der evangelischen Pfarrei Heidenheim zugeordnet.
Die mit dem Markgrafentum Ansbach 1792 königlich-preußisch gewordene Einöde bestand am Ende des Heiligen Römischen Reichs aus zwei Halbhöfen mit je 1 Untertan des ehemaligen Ansbachischen Oberamtes Hohentrüdingen.
Infolge des Reichsdeputationshauptschlusses wurde die Einöde 1806 königlich-bayerisch. Bei der Bildung der Steuerdistrikte 1808 kam sie mit anderen Einöden und Mühlen, die aus dem Besitz des ehemaligen Klosters Heidenheim dem markgräflichen Kloster-/Verwalteramt Heidenheim zinsbar waren, in den Steuerdistrikt Heidenheim im Landgericht Heidenheim. 1810 wurde der Steuerdistrikt zu der etwas verkleinerten Ruralgemeinde Heidenheim umgestaltet, der wiederum der Krämershof angehörte. Durch das Gemeindeedikt von 1818 wurde Heidenheim im alten Umfang von 1808 eine Gemeinde im gleichnamigen Landgericht. 1833 bestand der Krämershof aus 12,5 Hektar Ackerland, 3,3 Hektar Wiese und 4 Hektar Wald.

## Demografie
- 1818: 14 Einwohner[10]
- 1824: 11 Einwohner, 2 Gebäude[10]
- 1861: 20 Einwohner, 4 Gebäude[12]
- 1950: 12 Einwohner, 1 Gebäude[10]
- 1961: 10 Einwohner, 2 Wohngebäude[13]
- 1987: 11 Einwohner[14]
- 30. Juni 2011: 9 Einwohner[15]
- 2019: 5 Einwohner[1]